# Elton Brand
Elton Tyron Brand (nascut l'11 de març de 1979 a Cortland, Nova York), és un exjugador professional estatunidenc de bàsquet que jugà als Chicago Bulls, Los Angeles Clippers o Dallas Mavericks de l'NBA. Mesura 2,03 m i pesa 116 quilos.